# Acianthera ciliata
Acianthera ciliata är en orkidéart som först beskrevs av George Beauchamp Knowles och Frederic Westcott, och fick sitt nu gällande namn av Ined. Acianthera ciliata ingår i släktet Acianthera och familjen orkidéer. Inga underarter finns listade i Catalogue of Life.

## Bildgalleri

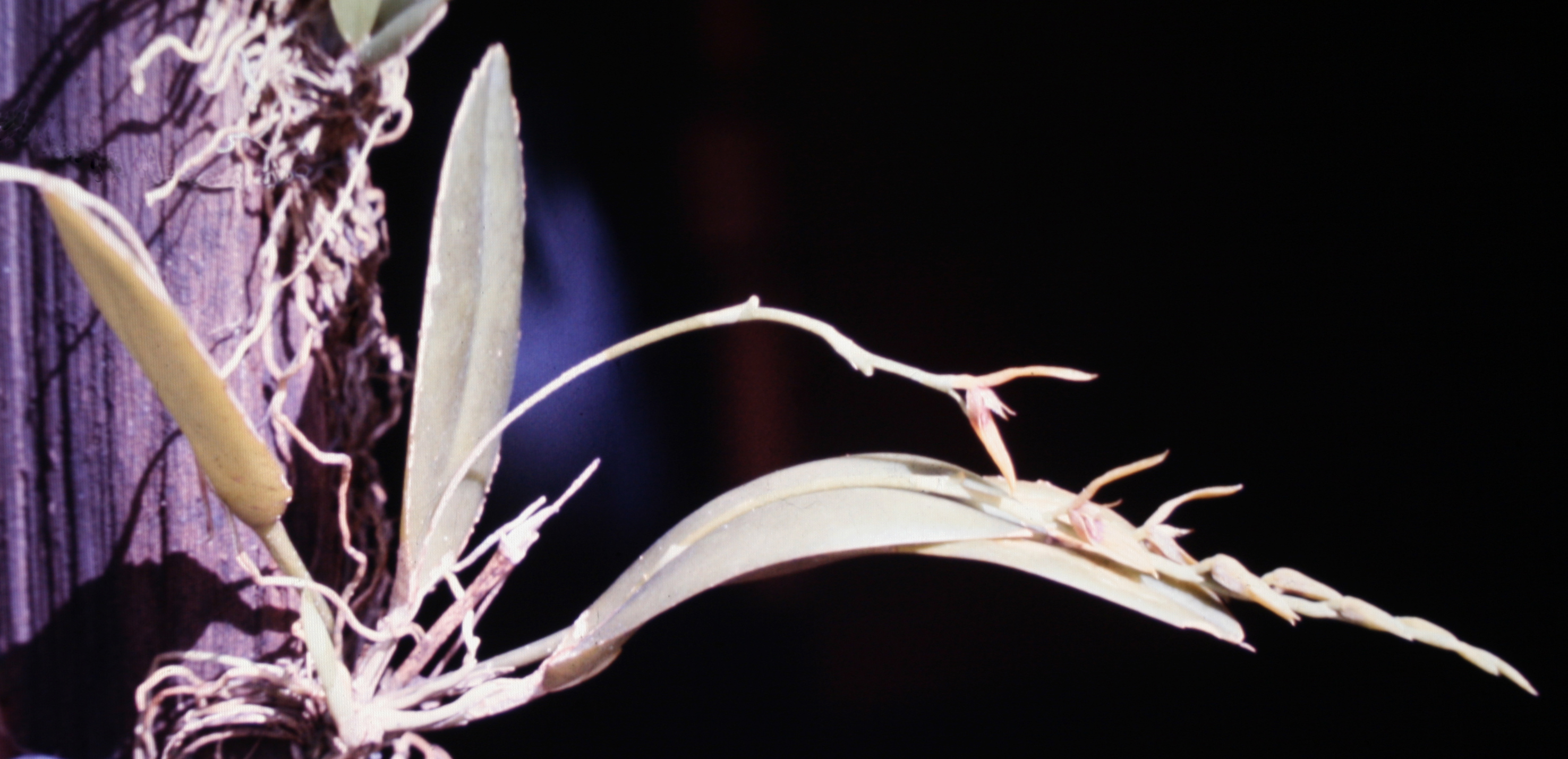
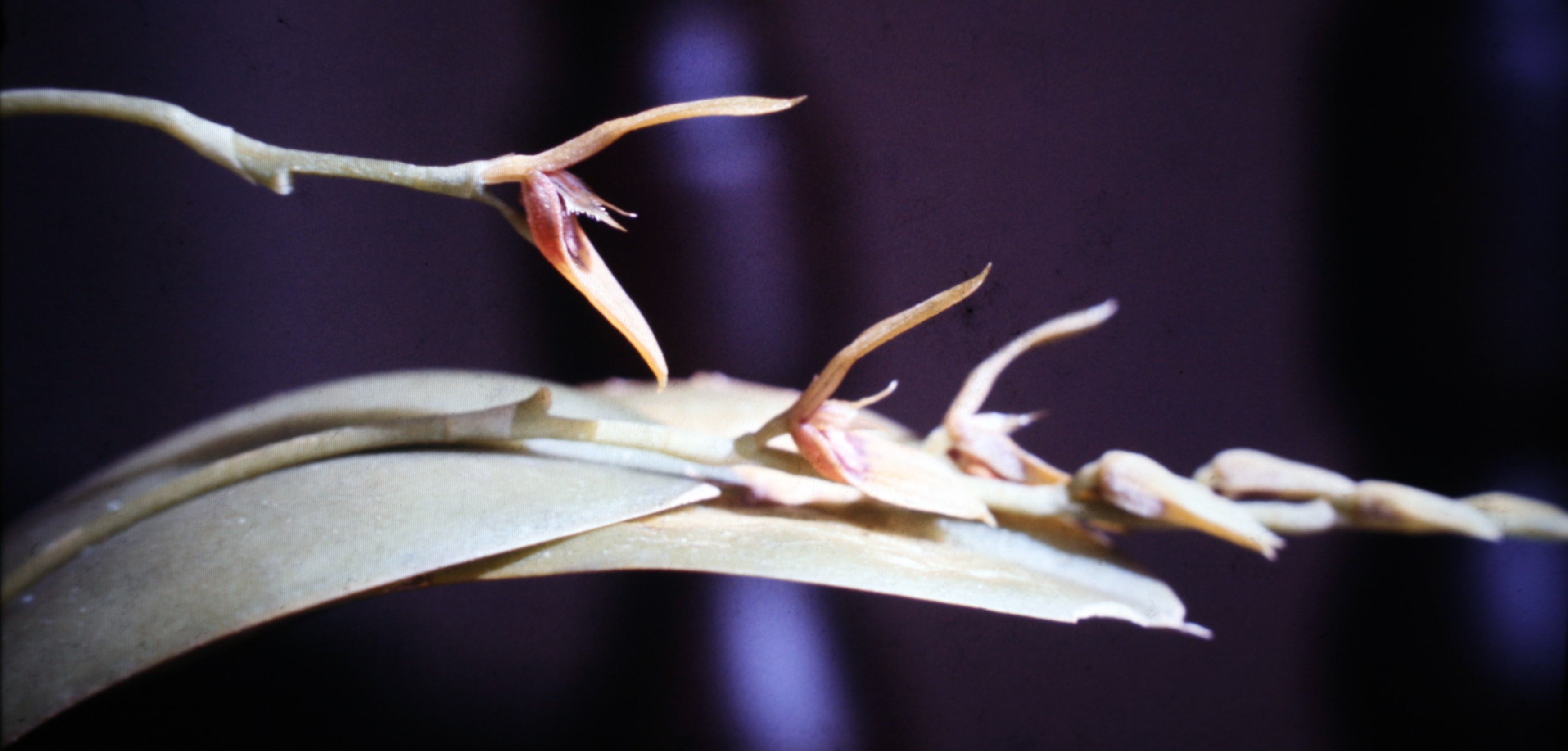